# Гордашівка
Гордаші́вка — село в Україні, у Тальнівській міській громаді, Звенигородського району Черкаської області. Розташоване на обох берегах річки Гірський Тікич, за 3 км на північний-захід від центру громади — міста Тального, та за 5 км від залізничної станції Тальне. Через село пролягає залізниця Цвіткове-Христинівка, є роз'їзд Гордишівка. На ньому зупиняється тільки уманський поїзд, а решта в Тальному. У селі мешкає 986 осіб, 604 двори.

## Походження назви
Місцева легенда подає назву села Гордашівки у трьох варіантах:
- ніби засновником села була людина на татарське ймення Гордаш;
- назва села походить від того, що в цій місцевості зупинялись татари, військо яких називалось Ордою. Згодом до цього слова приєдналась літера «Г».
- в перекладі з татарської гордаш (гардаш, кардаш) — означає «брат». За однією з легенд, село заснували два татарські брати.
- Історик Олексій Дєдуш висунув теорію походження назви "Гордашівка" від румунського слова gărdaș - "обгороджене місце", "укріплення", зважаючи на значну кількість східнороманських за походженням прізвищ у давніх поселенців та значну кількість (35% домогосподарств) надвірної міліції у селі[2].

## Кутки села
У селі виділяють наступні кутки:
- Одірванка або Лацинівка, знаходиться у південно-західній частині населеного пункту. Перша назва походить від слова «відірвати», оскільки ця частина села відділена від решти насипом, на якому знаходиться залізнична колія. Друга назва походить від поширеного у селі прізвища Лацина, ймовірно від імені засновника кутка
- Джурівка знаходиться у північно-східній частині села. Назва походить від прізвища роду Джур, які проживали у селі щонайменше з кінця XVIII ст.. Поруч знаходиться місцевість під назвою Брояки, де русло Гірського Тікича робить вигин.
- Кущі. Назва походить ймовірного від більшої кількості насаджень дерев, які є менш поширеними в інших частинах села через кам'янистий ґрунт.
- Паляришівка, знаходиться у південній частині села. Назва походить ймовірно від прізвища Поляруш. Як куток зустрічається у метричних книгах села кінця XVIII ст.[3]
- Яри, названі від рельєфу місцевості.
- Залежно від берега проживання жителі села на основну частину села кажуть та сторона та ця сторона.
- Раніше існував куток Веселий Гай, але у 1960-х рр. він був зселений. Локалізують його в районі колишньої тракторної бригади.
- На крайній півночі сучасного села (в районі гаражів колгоспу ім. Леніна) існував хутір Хмельницьких, де існували садиби цього розгалуженого роду. Через нестачу води найбільша і найпівнічніша садиба була розібрана і перенесена ближче до річки. Однак деякі представники цього роду проживають у цій місцевості досі.

## Історія
Гордашівка — давнє поселення, про неї згадується у писемних документах XVII століття, зокрема у Коронній метриці 4-х воєводств є згадка про млини села Гордашеве (Hordaszewie) за 1661 р. На території села знайдено залишки двох поселень трипільської та двох поселень черняхівської культур.
У 1891 році на південній околиці села прокладено залізницю Цвіткове-Христинівка, що пожвавило ріст та розвиток села. У 1895 році побудовано першу школу.
Восени 1907 року жандармерією було заарештовано групу гордашан, нібито за підпали скирт священника та заклики до повалення царського уряду. Більшість з арештантів було вислано у Вологодську та Архангельську губернії, а двоє осіб отримали тривалі терміни на каторзі[недоступне посилання].
Клірові відомості, метричні книги, сповідні розписи церкви Покрова Пресвятої Богородиці с. Гордашівка Уманського пов. Київської губ. зберігаються в ЦДІАК України.

### Радянські часи
У 1921 році вдови, чоловіки в яких не повернулися з Першої світової війни, викопали криницю, яка і нині носить назву «Вдовиня».
У 1929 році в селі організовано товариство зі спільного обробітку землі — ТСОЗ, у 1930 році селян об'єднали в колгоспи: на правобережній частині села під назвою «Хвиля», а на лівій — «1 Травня».
Під час Голодомору 1932–1933 років померло 1008 мешканців села.
У 1936 році церкву розібрали на цеглу для інших будівель, дещо продано.
В роки радянсько-німецької війни 232 мешканця села воювали на фронтах, 132 загинули в боях, 102 — удостоєні урядових нагород. Село було відвойоване після 834-денної німецької окупації 8 березня 1944 року воїнами 62-ї стрілецької дивізії. Російська ж окупація тривала з 1793 по 1991 рік.
Під час післявоєнного голоду в селі померло до 100 осіб.
У 1952 році тваринницькі приміщення перенесли на околиці села, висаджено лісосмуги та Погибнянський ліс. У центрі села встановлено пам'ятник односельцям, загиблим під час війни.
У 1955–1958 роках збудована Гордашівська ГЕС. Село було радіо- та електрифіковане.
У 1959 році збудовано навісну кладку через річку Гірський Тікич. Силами селян викопано чотири криниці на підвищенні.
У 1960 році збудовано тракторний стан, автогараж, склади під зерно. Кращі рівні землі на лівобережжі були взяті на запасний аеродром. Розпочалось поховання на новому кладовищі.
У 1967–1970 роках — з нагоди 50-річчя радянської влади побудовано в центрі села магазин та дитсадок на 120 місць.
Станом на 1971 рік в селі мешкало 1 708 чоловік. Колгосп «Перше Травня» мав в користуванні 2 197,6 га сільськогосподарських угідь, у тому числі 2 041,8 га орної землі. Господарство вирощувало зернові і технічні культури, було розвинуте м'ясо-молочне тваринництво.
У 1978 році Почав працювати новий будинок культури, який збудували на місці колишньої церкви. При цьому було знесено протоієрейське кладовище, що яке розміщувалось навколо церкви.
У 1979–1986 роках об'єднано-укрупнено два колгоспи в один: села Гордашівки та села Лащової.
Гордашівський колгосп покрив борги Лащівському в сумі 350 тисяч карбованців. Колгосп був названий імені Леніна.
У 1981 році закладено стадіон в центрі села.
У 1983–1986 роках прокладено шосейну дорогу (бруківку) від тракторного стану і попід кладовище, розпочато будівництво мосту через річку Гірський Тікич.
У 1987 році заасфальтовано сільські вулиці, пронумеровані будинки, дано назву вулицям. Восьмирічна школа реорганізована в середню.

### Роки незалежної України
У 1993–1994 роках розпочато газифікацію правобережної частини села. У 1996 році проведено газопровід і підключено газ у будинках лівобережжя
У 2009 році відновив репетиції самодіяльний хоровий колектив при Будинку культури (директор — Ноздровський Анатолій Петрович, художній керівник — Ноздровський Юрій Анатолійович).
У 2011 році збудована Гордашівська сонячна електростанція.

## Населення
Згідно з переписом УРСР 1989 року чисельність наявного населення села становила 1265 осіб, з яких 533 чоловіки та 732 жінки.
За переписом населення України 2001 року в селі мешкали 1123 особи.

### Мова
Розподіл населення за рідною мовою за даними перепису 2001 року:
| Мова       | Відсоток |
| ---------- | -------- |
| українська | 98,58 %  |
| російська  | 1,24 %   |
| молдовська | 0,09 %   |

## Історія освіти
У 1895 році на території теперішнього парку навпроти сільмагу було відкрито двокласну церковнопарафіяльну школу. Навчання вели російською мовою, у програмі: слов'янська мова, біблія, Псалтир і Євангеліє. Парти були довгі, за кожною сиділо 4—5 учнів.
Після червоного перевороту 1917 року ця школа стала початковою. В школі ще існувала «палична система». Часто учнів за не вивчені уроки били лінійкою по долонях, аж поки вони в них не спухали. Учнями були загалом хлопчики. Дівчатка вдома вчилися прясти, шити, господарювати. Здібні учні, хто хотів продовжувати навчання, ходили до Тального або ж у село Мошурів.
У 1932–1933 роках школа знаходилася у старому приміщенні, біля якого не було навіть подвір'я, на якому могли гратися діти. Шкільні двері виходили прямо на проїжджу частину. До того ж це були дуже тяжкі роки для українського народу. Страшний голод морив людей, мабуть, через це за рік в Годашівській школі помінялося три директора — Рябошапко Андрій Васильович (1932—1933), Ягода Іван Дмитрович (1933).
У 1934 році в селі заснована «семирічка», її директором став Проценко Кирило Боніфатійович. Він і вирішив побудувати нову школу з світлими класами і великими вікнами, волейбольним майданчиком і просторим подвір'ям. Багато сил витратив директор на будівництво школи. Але у 1940 році за партійним дорученням Кирило Баніфотович був переведений в іншу школу.
В 1940–1941 роках школу очолив директор з сусіднього села Лащової — Тарновський Іван В'ячеславович, який пропрацював один рік і повернувся у рідне село. А колектив очолив випускник вузу Самойленко Михайло Дмитрович (1941–1942 рр.) Великі плани мав молодий керівник, але не вдалося їх реалізувати, так як ішла радянсько-німецька війна і навчання в школах було припинено.
Після відвоювання Тальнівщини у німців радянською армією школа знову почала жити і на довгий час її очолив новий керівник Мельник Павло Павлович, який був її керівником з 1944 по 1955 рік, але за сімейними обставинами Павло Павлович був вимушений залишити село і переїхати на батьківщину дружини в Уманський район. Після нього в 1956 році директор призначили Заїку Олексія Фетисовича, який пропрацював директором до 1959 року.
В 1959–1962 роках школу очолював Ягода Андрій Сидорович, уродженець села Гордашівка, який у 1960 році добудував школу. Але оскільки житла в нього не було, він був вимушений виїхати. У 1960 році школа стала восьмирічною. В 1963 році педагогічний колектив очолив Думін Григорій Федорович, який пропрацював до 1966 року.
Наступний директор — Демченко Анатолій Андрійович 32 роки був незмінним керівником (1966–1998). Під його керівництвом побудована вже нова двоповерхова школа з газовим опаленням та великим актовим залом. Це був мудрий керівник, який умів дружити з колективом і не жаліючи сил віддавав всього себе шкільним справам. Він жив школою і її життям. У 1987 році було споруджено новий двоповерховий корпус школи, на кошти колгоспу. Будівництво проходило під керівництвом Анатолія Андрійовича Демченка. Він працював в Гордашівській школі разом з дружиною Федорою Іванівною з 1966 року. Майже 40 років це подружжя, навчало учнів села математики і фізики. У 1988 році школа була реорганізована в середню. Перший випуск 11 класу відбувся 1990 року. Після того, як Анатолій Андрійович пішов на заслужений відпочинок, колектив очолила перша жінка — Кулибаба Катерина Григорівна. Це було у 1998 році. Під її керівництвом у 2002 році у школі була побудована газова котельня.

## Сучасність
Майже всі вулиці села асфальтовано, проте на сьогодні асфальтне покриття у жалюгідному стані, бо його ремонт не проводився з кінця 1980-х. У селі було проведено газифікацію.
Населення села невпинно скорочується, в основному через від'ємний приріст населення, так і через відсутність роботи у Гордашівці.
Сільський будинок культури із 2008 року знаходиться в аварійному стані.
У селі функціонує відновлена Гордашівська ГЕС, яка виробляє 400 КВт електроенергії за одну годину. Навесні 2007 року при сільській раді створено комунальне підприємство «Джерело» з водопостачання населення села.
Землі обробляють ТОВ «Айова», 6 фермерських господарств, 58 власників земельних паїв — одноосібників.